# Ida Esbra
Ida Esbra (Ámsterdam, 1927-Barranquilla, 2009) fue una fotógrafa de origen neerlandés nacionalizada colombiana. Esbra es considerada una de las pioneras en la fotografía conceptual en Colombia.

## Biografía
Nació en Holanda y migró a Colombia en la década de 1950, instalándose en Barranquilla en 1959. En esta ciudad se relacionó con el rico panorama intelectual de la época, impulsado por personajes como Gabriel García Márquez, Alejandro Obregón y Álvaro Cepeda Samudio.
Esbra colaboró con el colectivo de artistas El Sindicato, uno de los primeros grupos experimentales en aventurarse a la creación de arte conceptual en Colombia. Este grupo estaba constituido por estudiantes de la escuela de Bellas Artes de la Universidad del Atlántico, entre quienes estaban Carlos Restrepo Labarrera, Ramiro Gómez Olivo y Alberto del Castillo Quessep. Ida retrató al grupo y documentó varias de las acciones efímeras de sus integrantes.
Posteriormente, hizo parte del colectivo Grupo 44, otro grupo experimental de artistas costeños caribeños, entre los que estaban Delfina Bernal, Álvaro Erazo, Fernando Cepeda, Victor Sánchez y Cristiane Lessuer. El manifiesto de creación de este grupo fue publicado en El Suplemento, en 1978, en donde el colectivo se alinea con las corrientes del arte contemporáneo del los años sesenta.
En la década de 1960 y 1970 Esbra colaboró con la antropóloga Nina S. Friedmann en investigaciones sobre comunidades afrocolombianas, siendo las imágenes capturadas por la holandesa muestra de la fotografía etnográfica latinoamericana. Esbra, por ejemplo, documentó cientos de escenas del Carnaval de Barranquilla publicadas en el libro Carnaval en Barranquilla de 1985, escrito por Nina S. Friedmann. Debido a la colaboración entre la fotógrafa y la antropóloga, uno de los lugares en donde reposan las fotografías de Esbra es en el Fondo Documental Nina S. Friedemann de la Biblioteca Luis Ángel Arango en la ciudad de Bogotá.

## Obra
Ida Esbra abarcó en su trabajo tanto la fotografía documental como la artística. En su obra sobresalen los retratos que hizo del colectivo El Sindicato, así como su trabajo antropológico con Nina S. Friedmann. Además, no solo trabajó en solitario, sino que colaboró con el registro fotográfico de performances y happenings de colegas como Álvaro Herazo, Alfonso Suárez y Eduardo Hernández.

La obra de Esbra sobresale por el uso del blanco y negro, así como por retratar paisajes urbanos y fachadas. Sobre la influencia que tiene la ciudad sobre su obra, Esbra afirmó en una entrevista de 1978:
"La ciudad me impresiona mucho mas, puesto que yo vengo de otras tierras, mi visión de la ciudad es fresca y me aporta sensaciones que desconozco. Me interesan desde este punto de vista las casas de madera de Puerto Colombia, los calados antiguos de madera de Puerto Colombia, los calados antiguos de madera y la luz del trópico. Este goce de la visión, lógicamente lo inicie en Europa en donde desde muy joven mi madre nos acostumbro a ir a museos, y aunque no teníamos orientadores profesionales, aprendimos a ver y a tener un gusto propio. De todas maneras somos el resultado de lo que vemos"

## Exposiciones y reconocimientos
Las obras de Esbra fueron expuestas en la Galería Interamericana de San Juan de Puerto Rico en 1977 y en el Museo de Arte Contemporáneo en 1975. En 1977 participó en la exposición "Nombres nuevos en el arte de Barranquilla", organizado por la Casa de la Cultura de Cienaga.
Esbra ganó en 1978 el II Salón Regional de Artistas Zona Norte. La obra premiada fue "El triple", una fotografía tomada en 1977, a blanco y negro que muestra en primer plano un conjunto de tarros metálicos a manera de paisaje. Esta fue la primera vez que una fotografía ganaba el certamen, un hito que ayudó a comprender este tipo de registros como obra de arte. Además, este premio le permitió a Esbra participar en el XXVII Salón Nacional de Artistas, en Bogotá.
En la Semana de la Fotografía, Barranquilla 2023 se realizó la exposición "Tres féminas tras la huella de Ida Esbra" en la que se rindió homenaje a la fotógrafa holandesa.